# Sucina
Sucina es una pedanía perteneciente al municipio de Murcia, en la Región de Murcia España. Situada en el Campo de Murcia, en la comarca de la Huerta de Murcia, aunque también se incluye en la comarca agraria y natural del Campo de Cartagena, cuenta con una población de 2.098 habitantes (INE 2019) y una extensión de 65,361 km². Se encuentra a 29 km de Murcia.

## Geografía
Limita con:
- al noroeste: Cañadas de San Pedro
- al noreste: el municipio de Orihuela
- al oeste: Gea y Truyols
- al sudoeste: Jerónimo y Avileses
- al sur: el municipio de San Javier

Cuenta en su ámbito territorial con una de las sierras más altas del municipio de Murcia, Columbares, con una altitud de 646 metros.

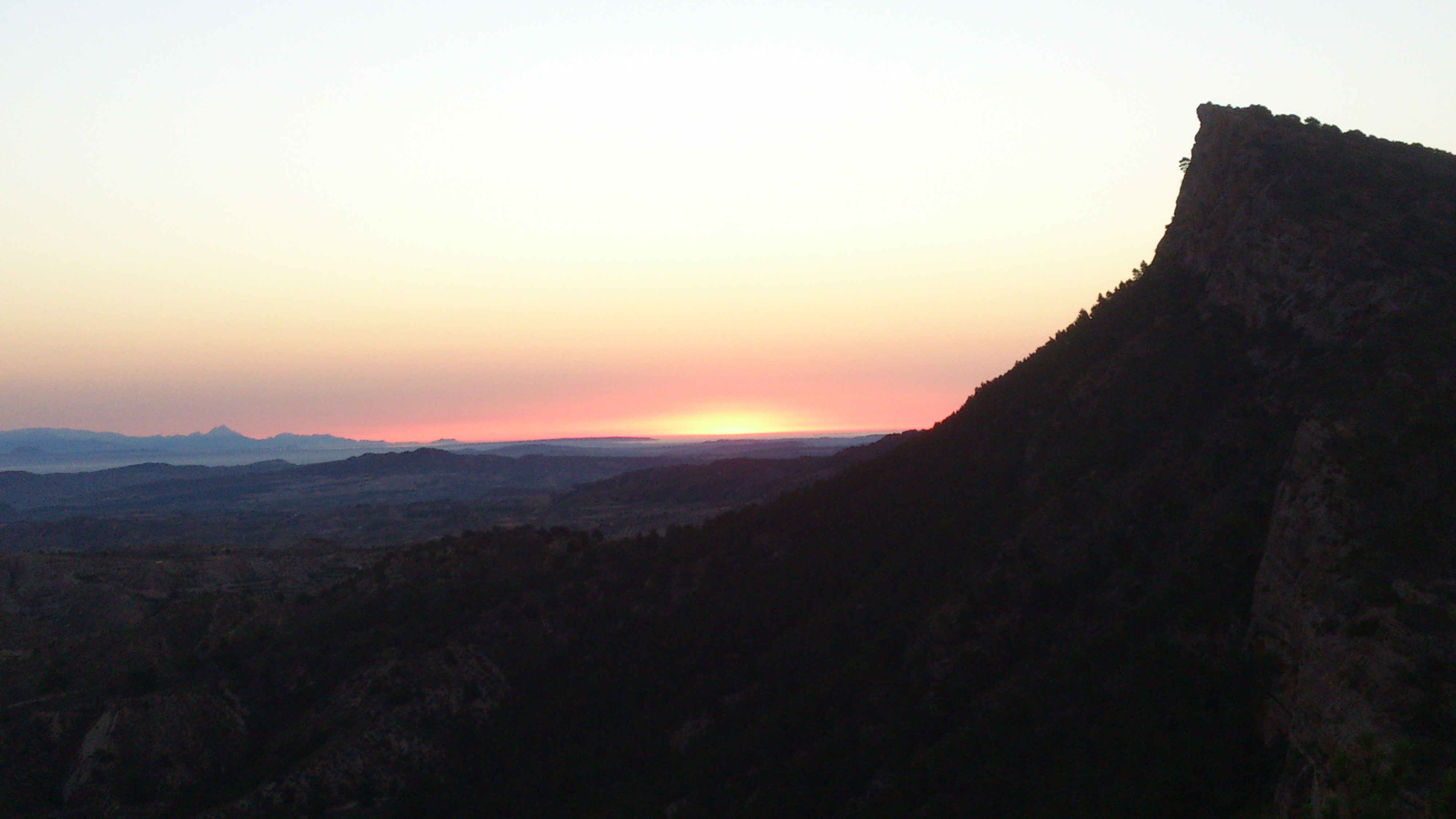
Columbares al amanecer.

## Historia
La localidad fue fundada en 1744 por el presbítero Don Fernando Baltasar Arteaga, para lo cual donó una hacienda llamada Cañada Sucina que poseía en dicho lugar ofreciendo de modo gratuito tierras de cultivo y solares para viviendas. Al mismo tiempo se fundó una parroquia, bajo la advocación de Nuestra Señora del Rosario a la que estaba dedicada la ermita que existía en ese lugar, siendo designado primer cura párroco Don Juan Rubio Blanco, natural de la villa de Tevar en el obispado de Cuenca, Comisario que fue en Murcia del Tribunal de la Inquisición.
Durante el Trienio Liberal (1820 - 1823) Sucina logró convertirse en municipio independiente, incluyendo en su término municipal a Balsicas (de Arriba), Cañadas de San Pedro, Gea y Truyols, Cabezo de la Plata (que actualmente se encuentra en la pedanía de Cañadas de San Pedro) y Jerónimo y Avileses. Sin embargo, en 1823 volvió a depender del Ayuntamiento de Murcia.
Los habitantes residen mayoritariamente en el núcleo de Sucina. El resto se encuentra en caseríos diseminados o al sur en el núcleo de Casas Blancas. En los últimos tiempos han sido construidas en su término grandes urbanizaciones residenciales.

## Demografía
| 1950 | 1951 | 1960  | 1970  | 1991 | 1996  | 2001  | 2005  | 2010  | 2011  | 2012  | 2014  | 2016  | 2018  | 2020  | 2022  |
| ---- | ---- | ----- | ----- | ---- | ----- | ----- | ----- | ----- | ----- | ----- | ----- | ----- | ----- | ----- | ----- |
| 1523 | 1556 | 1.714 | 1.005 | 985  | 1.054 | 1.116 | 1.298 | 1.975 | 2.031 | 2.075 | 2.027 | 2.010 | 2.003 | 2.206 | 2.388 |

## Administración local
En las elecciones del 22 de mayo de 2011 gana las elecciones el PSOE por 15 votos de diferencia (siendo los únicos —junto a Javalí Viejo— en ganar al PP)) representado este por el nuevo pedáneo de Sucina José Zapata Mercader.
Anteriormente y durante 16 años la alcaldesa pedánea fue María José Avilés del PP, que en las últimas elecciones (2007) gobernó sin tener mayoría absoluta debido a que el ganador José Martínez Gil no pudo acceder debido a que su partido, los regionalistas de UDERM, no obtuvieron concejales en el Ayuntamiento de Murcia.
En las elecciones generales de 2015 vuelve a ganar el PSOE, una vez más representado por José Zapata Mercader, pero esta vez de una manera abrumadora, consiguiendo un total de 7 concejales de 9 posibles, alargando así cuatro años más su cargo al frente de esta pedanía.
En los comicios celebrados el 23 de mayo de 2023 gana las elecciones el PP por tan sólo 24 votos de diferencia con el Partido "Hola Pedanías" creado por el anterior alcalde pedáneo José Zapata Mercader, y encabezando las listas su mujer, Marisol Olmos García.

## Movimientos sociales
Durante los últimos años esta pequeña población perteneciente al Ayuntamiento de Murcia ha visto reducir notoriamente su espacio con la segregación de La Peraleja y Riquelme, antiguas fincas asociadas al pueblo desde su fundación, hoy en día convertidas en complejos residenciales. Dicha escisión forzosa por parte del Ayuntamiento se produce sin explicación alguna, salvo su propio criterio y que a día de hoy el alcalde y vecinos de dicha pedanía luchan fervientemente por devolver a Sucina su extensión. Siendo un gesto tan pequeño ha provocado la decisión entre los vecinos de dejar de depender de este ayuntamiento y fundar uno propio con las pedanías de alrededor La Tercia y Avileses, o bien como única población.